# Mehmke
Mehmke è una frazione (Ortsteil) del comune tedesco di Diesdorf, situato nel circondario di Altmark Salzwedel, nel land della Sassonia-Anhalt.
Fino al 31 agosto 2010 Mehmke era un comune autonomo.
Poco a nord-ovest dell'abitato si trovano i resti di due sepolture megalitiche risalenti alla cultura delle ceramiche con decorazione a impressioni profonde, una variante della cultura del bicchiere imbutiforme.